# Кинг Салмон (Аљаска)
Кинг Салмон (енгл. King Salmon) насељено је место без административног статуса у америчкој савезној држави Аљаска.

## Демографија
По попису из 2010. године број становника је 374, што је 68 (-15,4%) становника мање него 2000. године.
| Група             | 2000.       | 2010.       |
| Белци             | 292 (66,1%) | 226 (60,4%) |
| Афроамериканци    | 5 (1,1%)    | 0 (0,0%)    |
| Азијати           | 1 (0,2%)    | 5 (1,3%)    |
| Хиспаноамериканци | 2 (0,5%)    | 10 (2,7%)   |
| Укупно            | 442         | 374         |